# أنيش خيم
```

```

أنيش خيم (بالإنجليزية: Anish Khem)‏(من مواليد 27 أغسطس 1993 في لاباسا ، فيجي) هو لاعب كرة قدم فيجي ، يلعب حاليًا في نادي ريوا ، وقام بتمثيل فيجي في مسابقة كرة القدم في دورة الألعاب الأولمبية الصيفية لعام 2016 . 